# AVP Tour 2017
Die AVP Tour 2017 ist die nationale Turnierserie der Vereinigten Staaten im Beachvolleyball. Sie wurde in acht Städten ausgetragen.

## Übersicht der Turniere
| Datum                     | Stadt            | Sieger Männer                     | Sieger Frauen                 |
| ------------------------- | ---------------- | --------------------------------- | ----------------------------- |
| 4.–7. Mai                 | Huntington Beach | Phil Dalhausser / Nicholas Lucena | Emily Day / Brittany Hochevar |
| 18.–21. Mai               | Austin           | Phil Dalhausser / Nicholas Lucena | Whitney Pavlik / April Ross   |
| 8.–11. Juni               | New York City    | Taylor Crabb / Jacob Gibb         | Lauren Fendrick / April Ross  |
| 22.–25. Juni              | Seattle          | Billy Allen / Stafford Slick      | Summer Ross / Brooke Sweat    |
| 6.–9. Juli                | San Francisco    | Ty Loomis / Maddison McKibbin     | Betsi Flint / Kelley Kolinske |
| 20.–23. Juli              | Hermosa Beach    | Taylor Crabb / Jacob Gibb         | Emily Day / Brittany Hochevar |
| 17.–20. August            | Manhattan Beach  | Phil Dalhausser / Nicholas Lucena | Emily Day / Brittany Hochevar |
| 31. August – 3. September | Chicago          | Ryan Doherty / John Hyden         | Kelly Claes / Sara Hughes     |

## Turniere
Nachfolgend werden jeweils die Top 8 der einzelnen Turniere aufgeführt. Die kompletten Ergebnisse gibt es in der Beach Volleyball Database (siehe Weblinks).

### Huntington Beach
| Platz | Männer                             | Frauen                            |
| ----- | ---------------------------------- | --------------------------------- |
| 1     | Phil Dalhausser / Nicholas Lucena  | Emily Day / Brittany Hochevar     |
| 2     | Ryan Doherty / John Hyden          | Betsi Flint / Kelley Kolinske     |
| 3     | Taylor Crabb / Jacob Gibb          | Whitney Pavlik / April Ross       |
| 3     | Theodore Brunner / Casey Patterson | Lane Carico / Lauren Fendrick     |
| 5     | Trevor Crabb / Sean Rosenthal      | Kimberly DiCello / Emily Stockman |
| 5     | Billy Allen / Stafford Slick       | Jennifer Fopma / Kelly Reeves     |
| 7     | Jeremy Casebeer / John Mayer       | Caitlin Ledoux / Heather McGuire  |
| 7     | Brian Bomgren / Tim Bomgren        | Alexandra Klineman / Jace Pardon  |

### Austin
| Platz | Männer                             | Frauen                                 |
| ----- | ---------------------------------- | -------------------------------------- |
| 1     | Phil Dalhausser / Nicholas Lucena  | Whitney Pavlik / April Ross            |
| 2     | Trevor Crabb / Sean Rosenthal      | Kimberly DiCello / Emily Stockman      |
| 3     | Billy Allen / Stafford Slick       | Angela Bensend / Geena Urango          |
| 3     | Jeremy Casebeer / John Mayer       | Amanda Dowdy / Irene Pollock           |
| 5     | Ed Ratledge / Eric Zaun            | Jennifer Fopma / Kelly Reeves          |
| 5     | Maddison McKibbin / Reid Priddy    | Karolina Marciniak / Kendra VanZwieten |
| 7     | Brian Bomgren / Tim Bomgren        | Betsi Flint / Kelley Kolinske          |
| 7     | Michael Brunsting / Chase Frishman | Sheila Shaw / Brittany Tiegs           |

### New York City
| Platz | Männer                             | Frauen                            |
| ----- | ---------------------------------- | --------------------------------- |
| 1     | Taylor Crabb / Jacob Gibb          | Lauren Fendrick / April Ross      |
| 2     | Billy Allen / Stafford Slick       | Summer Ross / Brooke Sweat        |
| 3     | Trevor Crabb / Sean Rosenthal      | Emily Day / Brittany Hochevar     |
| 3     | Ricardo Santos / Chaim Schalk      | Kimberly DiCello / Emily Stockman |
| 5     | Theodore Brunner / Casey Patterson | Betsi Flint / Kelley Kolinske     |
| 5     | Ed Ratledge / Eric Zaun            | Caitlin Ledoux / Heather McGuire  |
| 7     | Ryan Doherty / John Hyden          | Angela Bensend / Geena Urango     |
| 7     | Jeremy Casebeer / John Mayer       | Kelly Claes / Sara Hughes         |

### Seattle
| Platz | Männer                             | Frauen                                 |
| ----- | ---------------------------------- | -------------------------------------- |
| 1     | Billy Allen / Stafford Slick       | Summer Ross / Brooke Sweat             |
| 2     | Trevor Crabb / Sean Rosenthal      | Betsi Flint / Kelley Kolinske          |
| 3     | Taylor Crabb / Jacob Gibb          | Jennifer Fopma / Kelly Reeves          |
| 3     | Jeremy Casebeer / John Mayer       | Skylar Caputo / Sarah Pavan            |
| 5     | Theodore Brunner / Casey Patterson | Lane Carico / Lauren Fendrick          |
| 5     | Ryan Doherty / John Hyden          | Karolina Marciniak / Kendra VanZwieten |
| 7     | Reid Priddy / Ed Ratledge          | Angela Bensend / Geena Urango          |
| 7     | Ricardo Santos / Chaim Schalk      | Sheila Shaw / Brittany Tiegs           |

### San Francisco
| Platz | Männer                            | Frauen                           |
| ----- | --------------------------------- | -------------------------------- |
| 1     | Ty Loomis / Maddison McKibbin     | Betsi Flint / Kelley Kolinske    |
| 2     | Billy Allen / Stafford Slick      | Lane Carico / Alexandra Klineman |
| 3     | Ed Ratledge / Eric Zaun           | Jennifer Fopma / Kelly Reeves    |
| 3     | Reid Priddy / Ricardo Santos      | Angela Bensend / Geena Urango    |
| 5     | Jeremy Casebeer / John Mayer      | Emily Day / Brittany Hochevar    |
| 5     | Avery Drost / Chase Frishman      | Caitlin Ledoux / Heather McGuire |
| 7     | Mark Burik / Marty Lorenz         | Jace Pardon / Brittany Tiegs     |
| 7     | Duncan Budinger / Kevin McColloch | Terese Cannon / Nicolette Martin |

### Hermosa Beach
| Platz | Männer                              | Frauen                                      |
| ----- | ----------------------------------- | ------------------------------------------- |
| 1     | Taylor Crabb / Jacob Gibb           | Emily Day / Brittany Hochevar               |
| 2     | Trevor Crabb / Sean Rosenthal       | Angela Bensend / Geena Urango               |
| 3     | Avery Drost / Chase Frishman        | Lane Carico / Alexandra Klineman            |
| 3     | Piotr Marciniak / Roberto Rodriguez | Caitlin Ledoux / Maria Clara Salgado Rufino |
| 5     | Jeremy Casebeer / John Mayer        | Janelle Allen / Jenny Kropp                 |
| 5     | Tim Bomgren / Curt Toppel           | Sheila Shaw / Zhang Xi                      |
| 7     | Billy Allen / Stafford Slick        | Jace Pardon / Brittany Tiegs                |
| 7     | Ed Ratledge / Eric Zaun             | Brittany Howard / Corinne Quiggle           |

### Manhattan Beach
| Platz | Männer                             | Frauen                                      |
| ----- | ---------------------------------- | ------------------------------------------- |
| 1     | Phil Dalhausser / Nicholas Lucena  | Emily Day / Brittany Hochevar               |
| 2     | Trevor Crabb / Sean Rosenthal      | Nicole Branagh / Brandie Wilkerson          |
| 3     | Theodore Brunner / Casey Patterson | Lauren Fendrick / April Ross                |
| 3     | Reid Priddy / Ricardo Santos       | Kelly Claes / Sara Hughes                   |
| 5     | Taylor Crabb / Jacob Gibb          | Summer Ross / Brooke Sweat                  |
| 5     | Billy Allen / Stafford Slick       | Kimberly DiCello / Emily Stockman           |
| 7     | Ryan Doherty / John Hyden          | Lane Carico / Alexandra Klineman            |
| 7     | Jeremy Casebeer / John Mayer       | Caitlin Ledoux / Maria Clara Salgado Rufino |

### Chicago
| Platz | Männer                             | Frauen                                      |
| ----- | ---------------------------------- | ------------------------------------------- |
| 1     | Ryan Doherty / John Hyden          | Kelly Claes / Sara Hughes                   |
| 2     | Phil Dalhausser / Nicholas Lucena  | Summer Ross / Brooke Sweat                  |
| 3     | Billy Allen / Stafford Slick       | Emily Day / Brittany Hochevar               |
| 3     | Jeremy Casebeer / John Mayer       | Lauren Fendrick / April Ross                |
| 5     | Trevor Crabb / Sean Rosenthal      | Nicole Branagh / Brandie Wilkerson          |
| 5     | Taylor Crabb / Jacob Gibb          | Caitlin Ledoux / Maria Clara Salgado Rufino |
| 7     | Theodore Brunner / Casey Patterson | Betsi Flint / Kelley Kolinske               |
| 7     | Ed Ratledge / Eric Zaun            | Amanda Dowdy / Irene Pollock                |